# Фи Девы
Фи Девы (лат. φ Virginis), 105 Девы (лат. 105 Virginis) — тройная звезда в созвездии Девы на расстоянии приблизительно 122 световых лет (около 37,4 парсек) от Солнца. Возраст звезды определён как около 2,1 млрд лет.

## Характеристики
Первый компонент (HD 126868A) — жёлтая звезда спектрального класса K0, или G2IV, или G2V. Визуальная звёздная величина звезды — +4,84m. Масса — около 1,908 солнечной, радиус — около 4,367 солнечного, светимость — около 14,894 солнечной. Эффективная температура — около 5477 K.
Второй компонент (HD 126868B) — оранжево-жёлтый карлик спектрального класса K0V, или G4V. Визуальная звёздная величина звезды — +10,02m. Масса — около 0,765 солнечной, радиус — около 0,744 солнечного, светимость — около 0,353 солнечной. Эффективная температура — около 5143 K. Удалён на 5,2 угловой секунды (в среднем около 167,6 а.е.).
Третий компонент (UCAC2 31017175). Визуальная звёздная величина звезды — +13,729m. Радиус — около 1,19 солнечного, светимость — около 1,466 солнечной. Эффективная температура — около 5769 K. Удалён на 90,2 угловой секунды.

## Планетная система
В 2019 году учёными, анализирующими данные проектов Hipparcos и Gaia, у звезды обнаружена планета HIP 70755 b.